# Nassiba Laghouati
Nassiba Laghouati, née le 23 janvier 1976 à Alger, est une footballeuse internationale algérienne évoluant au poste de milieu de terrain.

## Biographie

### Carrière en club
Nassiba Laghouati  joue pour la ASE Alger Centre Au club depuis 1997

### Carrière internationale
Nassiba Laghouati  est sélectionnée pour l'Algérie  de la Coupe d'Afrique féminine des nations, en  2006